# Гологолов східний
Гологолов східний (Picathartes oreas) — вид горобцеподібних птахів родини гологоловових (Picathartidae).

## Поширення
Гологолов східний поширений в Центральній Африці — трапляється в Нігерії, Камеруні, Екваторіальній Гвінеї, Габоні, Республіці Конго і Центрально-Африканській Республіці. Мешкає в низинних тропічних лісах на висоті до 800 м, в кам'янистій і горбистій місцевості на схилах пагорбів і гір.

## Опис
Птаха завдовжки 33-38 см, хвіст 14 см, вага — 0,2-0,25 кг. На голові, перш за все, звертають на себе увагу ділянки голої шкіри пурпурового забарвлення, призначення яких поки з точністю не встановлено. Можливо, вони служать розпізнавальним знаком у напівтемряві печер і сутінках тропічного лісу. Спина темно-сіра, черево та шия світло-сірі. Навколо дзьоба ділянки блакитного кольору. Крила, дзьоб, хвіст чорні. Ноги сірі.

## Спосіб життя
Наземні птахи, що пересуваються довгими енергійними стрибками в пошуках великих комах, ракоподібних і жаб. Корм розшукують переважно серед зарослого мохом каміння, зазвичай неподалік від лісових струмків.

## Розмноження
Для виведення пташенят гологоловам необхідні печери. Вони споруджують щільні напівкруглі конструкції з глини і рослинних волокон, прикріплюючи їх на висоті від 2 до 4 м. У гнізді 1-2 яйця. Про пташенят піклуються обоє батьків.